# 張思德同志出生地
張思德同志出生地位於四川省南充市儀隴縣，文物遺址年代判定為清代。2007年6月1日公佈為四川省第七批文物保護單位。